# Mountainbike eliminator
De Cross-Country Mountainbike Eliminator (XCE) is een discipline binnen de mountainbikesport. In deze vorm van cross-country racen nemen vier renners het tegen elkaar op in korte, intensieve etappes van ongeveer 500 tot 1000 meter. Het parcours bevindt zich vaak in steden en bevat technische elementen zoals scherpe bochten en hindernissen die snelle reactietijden en behendigheid vereisen.  
Bij een wedstrijd gaat de top twee van elke etappe door naar de volgende ronde, totdat in de finale wordt bepaald wie de winnaar is. Door de opzet zijn de wedstrijden vaak spectaculair en aantrekkelijk voor het publiek. XCE heeft in het begin van de 21 eeuw aan populariteit gewonnen, en het aantal internationale wedstrijden is in die periode toegenomen.

## Opzet wedstrijd
Elke wedstrijd begint met een individuele tijdrit, waarin elke rijder een bochtige en technisch uitdagende ronde aflegt op een kort parcours (meestal 0,5 - 1 km). De tijd die wordt neergezet, bepaalt de startpositie in de volgende ronden. Na de tijdrit volgt een eliminatieronde, waar de rijders in groepen van 3 of 4 starten. Het doel is om in de top twee van je groep te eindigen om door te gaan naar de volgende ronde. De laatste twee rijders van elke groep worden uitgeschakeld. Dit herhaalt zich tot er een finale is met de laatste vier rijders die strijden voor de overwinning. Doorgaans volgt na de tijdrit een achtste finale (32 deelnemers verdeeld in 8 groepen van 4), een kwartfinale (16 deelnemers, verdeeld in 4 groepen van 4), twee halve finales met 4 en een kleine (nummers 3 en 4 van elke halve finale) en ten slotte de finale (top twee van elke halve finale).

## Parcours
Voor de wedstrijden worden stadscentra getransformeerd in raceparcours voor mountainbikes, gebaseerd op het UCI Eliminator (XCE)-format. De wedstrijden worden op een gesloten parcours van 450 tot 500 meter lang gereden dat is bezaaid met natuurlijke of kunstmatige hindernissen. Dergelijke wedstrijden hebben plaatsgevonden in onder meer Barcelona, Parijs en São Paulo. 

## Wedstrijden
De wereldkampioenschappen XCE worden jaarlijks georganiseerd door de UCI, waarbij renners hun land vertegenwoordigen. De winnaars krijgen de zogenaamde regenboogtrui die ze mogen dragen in alle XCE-races gedurende het volgende jaar.
Daarnaast zijn er jaarlijks kampioenschappen per continent zoals het Europees, Aziatisch en Pan-Amerikaans kampioenschap. Het Europees Kampioenschap wordt georganiseerd door de Union Européenne de Cyclisme (UEC), het Aziatisch Kampioenschap door de Asian Cycling Confederation, en het  Pan-Amerikaans Kampioenschap door de Pan American Cycling Confederation.
Ook zijn er wedstrijden voor de UCI Eliminator Wereldbeker.
Deelname staat open voor renners met een jaarlijkse licentie van een nationale bond, zonder vereisten voor UCI-punten of limieten op inschrijvingen per land of team. De competitie is toegankelijk voor renners van 17 jaar en ouder, zonder aparte klassementen voor junioren, onder-23 of elitecategorieën. 
Ten slotte zijn er de Eliminator series, competities georganiseerd binnen individuele landen, ontworpen om lokaal talent te ontwikkelen en mountainbiken toegankelijker te maken. 